# Charinus tomasmicheli
Espèce
Charinus tomasmicheli est une espèce d'amblypyges de la famille des Charinidae.

## Distribution
Cette espèce est endémique de la province de Villa Clara à Cuba,. Elle se rencontre à Manicaragua dans la grotte Cueva Los Manantiales-Tito.

## Description
Le mâle holotype mesure 6,50 mm, sa carapace 2,70 mm de long sur 3,54 mm et le mâle paratype 7,30 mm, sa carapace 3,12 mm de long sur 4,06 mm.

## Étymologie
Cette espèce est nommée en l'honneur de Tomás Michel Rodríguez.

## Publication originale
- Armas, 2007 : « A new species of Charinus Simon, 1892 (Amblypygi: Charinidae) from central Cuba. » Revista Iberica de Aracnologia, vol. 13, p. 167-170 (texte intégral).